# 周漪
周漪（?—?），為中國清朝官員。他於1796年（嘉慶元年）奉旨擔任按察使銜分巡台灣兵備道，為台灣清治時期這階段的地方統治者。
| 前任： 史譜 | 按察使銜分巡台灣兵備道 1796年上任 | 繼任： 陳中孚 |